# Беджиці-Козеґлови
Беджиці-Козеґлови (пол. Biedrzyce-Koziegłowy) — село в Польщі, у гміні Сипнево Маковського повіту Мазовецького воєводства.
Населення — 88 осіб (2011).
У 1975-1998 роках село належало до Остроленцького воєводства.

## Демографія
Демографічна структура станом на 31 березня 2011 року:
|          | Загалом | Допрацездатний вік | Працездатний вік | Постпрацездатний вік |
| -------- | ------- | ------------------ | ---------------- | -------------------- |
| Чоловіки | 51      | 16                 | 33               | 2                    |
| Жінки    | 37      | 5                  | 22               | 10                   |
| Разом    | 88      | 21                 | 55               | 12                   |